# Nymphensee (Rangsdorf)
Der Nymphensee ist ein 2,18 Hektar großes Gewässer in Rangsdorf, einer Gemeinde im Landkreis Teltow-Fläming in Brandenburg.
Der See liegt im nördlichen Teil der Gemarkung von Rangsdorf. Östlich führt die Bundesstraße 96 in Nord-Süd-Richtung vorbei. Nördlich verläuft der Nymphenseeweg, westlich die Kleine Strandallee und südlich der Eichendorffweg. Er entstand als Baggersee durch den Abbau von Kies und Sand. Er wird im 21. Jahrhundert zum Baden, Angeln und Boot fahren genutzt. Im See finden sich Bestände des Hechts, der Barsche, Karpfen und Welse.